# Primera captura de Victor Polay Campos
La Operación Hotel, o «La captura de Víctor Polay Campos», fue una operación realizada por las Fuerzas Armadas del Perú en 1989 donde se detuvo a Víctor Polay Campos, líder de la organización terrorista Movimiento Revolucionario Túpac Amaru (MRTA).

## Preliminares
El MRTA era una organización terrorista de ideología marxista-leninista guevarista. Estaba liderado por Víctor Polay Campos y fue fundada en 1982 a partir de una unificación de diversos grupos de izquierda. En 1984, el MRTA reivindica su primer accionar terrorista.
Tras un ataque subversivo al puesto policial de Uchiza en enero de 1989, Armando Villanueva (entonces primer ministro), junto al ministro de defensa, del interior y el comandante general del ejército conformaron una comitiva para investigar lo acontecido. Para tal fin, se encomendó al teniente coronel Roberto Contreras Ramos el despliegue de la seguridad respectiva en el marco del "Plan de Operaciones Visita". La comitiva se alojaría en el Hotel de Turistas de Huancayo.

## Captura
El 3 de febrero de 1989 se dispuso el despliegue del "Plan de Operaciones Visita". Para tal fin, en el hotel se apostaron dos Patrullas. (una interna y otra externa reforzadas con agentes de inteligencia), aparte de un cerco en la puerta. La patrulla externa estuvo a cargo del capitán Guillermo Ortiz Herrera y la interna del capitán Fernando Bolívar. Se dispuso, además, de una reserva al mando del capitán Juvenal Barrientos Lara. Las habitaciones del hotel fueron revisadas por los agentes de inteligencia, con excepción de las habitaciones ocupadas. En una de las habitaciones se encontraba Víctor Polay Campos, líder del MRTA, que se encontraba en la ciudad para realizar un atentando contra Armando Villanueva. Polay Campos se había registrado en el hotel con el nombre falso de "Eudocio Rosales del Campo" estando acompañado de Rosa Luz Padilla, su amante.
En la tarde del mismo día, dentro del hotel, fue intervenida Padilla por el suboficial de tercera Jaime Ale Rivas, esto tras evadir los controles exteriores. Al solicitársele sus documentos, Padilla intentó ocultar un bolso blanco, lo que motivó al suboficial que le solicitara la bolsa. El suboficial, al revisar la bolsa, encontró una pistola. Producto del nerviosismo y la confusión, una granada se cayó de Padilla, lo que hizo que ella se exaltara. Padilla fue detenida y llevada a la comandancia para el interrogatorio. En el interrogatorio, Padilla dijo que se le había "encargado" dejar la granada en la puerta del hotel y que ella estaba acompañada de su "esposo". Al saberse de esto, se armó un rápido plan de operaciones, disponiéndose la intervención de la habitación Nº 22, donde Padilla se alojaba. El encargado de la operación fue el mayor Miguel Amoretti.
  

A las cuatro de la tarde, en el hotel, el capitán Bolívar junto al suboficial Ale irrumpieron en la habitación Nº 22. Ale relataría que:
[…] nos lanzamos sobre él, y después de forcejear un poco, tratando de quitarle la pistola Browning argentina y golpearlo, pudimos reducirlo. No fue fácil, porque era alto y tenía el porte algo atlético. Una vez que sucedió eso nos dijo “soy el comandante Rolando. No saben quién soy yo, soy Polay, quiero hablar con un jefe”. Trató de hacer prevalecer su grado o su importancia […] 
Luego de la captura, Bolívar entregó al líder terrorista a Amoretti. En las pertenencias de Polay Campos se encontró una granada de guerra y varios cartuchos de dinamita.
La captura descabezó al MRTA, cuya estructura sufrió otro duro revés tras la captura de Miguel Rincón Rincón, otro dirigente de la organización terrorista, en Lima el 16 de abril de 1989. En 1992, Polay Campos, después de fugarse, sería recapturado.